# Vakcína MVC proti covidu-19
Vakcína MVC proti covidu-19 (čínsky: 高端新冠肺炎疫苗; pinyin: Gāoduān xīnguàn fèiyán yìmiáo; Wade–Giles: Kaotuan hsinkuan feiyen yimiao), označená jako MVC-COV1901 a také známá jako vakcína Medigen proti covidu-19, je proteinová podjednotka vakcíny proti covidu-19 vyvinutá společností Medigen Vaccine Biologics Corporation na Tchaj-wanu, americkou společností Dynavax Technologies a americkým Národním institutem zdraví.

## Technologie
Tato vakcína je tvořena rekombinantním spike proteinem S-2P. Jedná se o přídavnou látku s CpG 1018 poskytnutou společností Dynavax. Tento spike protein byl použit ve vakcíně proti hepatitidě B pro dospělé, která je schválená FDA.

## Klinické testy
Dne 16. února 2020 podepsala společnost Medigen Vaccine Biologics Corporation (MVC) dohodu o spolupráci s americkým Národním institutem zdraví (NIH) na vývoji vakcíny proti covidu-19. Partnerství umožní společnosti MVC získat vakcínu covid-19 od NIH a související biologické materiály pro provádění studií na zvířatech na Tchaj-wanu. Dne 23. července 2020 společnost Medigen oznámila spolupráci s Dynavax Technologies na vývoji vakcíny proti covidu-19.
Dne 13. října 2020 společnost MVC obdržela tchajwanské vládní dotace na zahájení klinického testování fáze 1 na Tchaj-wanu od začátku října. Fáze 1 klinického hodnocení se konala v National Taiwan University Hospital se 45 účastníky ve věku 20–50 let.
Dne 25. ledna 2021 společnost MVC zahájila fázi 2 klinického testování svého kandidáta na vakcínu covid-19 MVC-COV1901 podáním dávky prvnímu účastníkovi. Klinická studie fáze 2 pro vakcínu MVC COVID-19 byla randomizovaná, dvojitě zaslepená a multicentrická klinická studie, do níž se mohlo zapsat 3 700 účastníků jakéhokoli věku nad 20 let.
Dne 10. června 2021 vydala společnost MVC na základě testovací fáze 2 výsledky prozatímní analýzy vakcíny covid-19, které prokazují dobré výsledky v rámci bezpečnosti testované vakcíny. Fáze 2 klinické studie nakonec zahrnovala 3 800 účastníků, přičemž všichni účastníci dostali druhou dávku do 28. dubna 2021. Společnost MVC oznámila, že po dokončení klinického hodnocení fáze 2 požádá o povolení k nouzovému použití (EUA).
Předběžné výsledky studií fáze I na 77 účastnících byly zveřejněny v červnu 2021. Autoři popsali odpověď imunitního systému vyvolanou vakcínou jako „robustní“. Studie hodnotila humorální imunitní odpověď měřením množství vazebného IgG na Spike protein a také buněčnou imunitní odpověď měřením množství T buněk produkujících IFN-y a IL-4.
Dne 20. července 2021 podala společnost MVC u paraguayského regulačního úřadu žádost o fázi 3 klinické studie, která byla později schválena. Klinická studie fáze 3 se však lišila od běžné klinické studie fáze 3, protože využívala zkoušku imunitního přemostění k porovnání účinnosti vakcíny MVC COVID-19 s vakcínou Oxford-AstraZeneca COVID-19.

### Klinické testy pro dospívající
V červenci 2021 Medigen zahájil fázi II studií pro dospívající ve věku 12–18 let.

## Povolení
Dne 19. července 2021 získala vakcína MVC COVID-19 schválení pro nouzové použití (EUA) od tchajwanské vlády poté, co splnila požadavky EUA stanovené tchajwanským úřadem. EUA však provázela kontroverze kvůli nedostatku údajů o účinnosti a klinického hodnocení fáze 3. 23. srpna 2021 byl prezident Tsai Ing-Wen jedním z prvních Tchajwanců, kteří dostali dávku vakcíny.

## Kontroverze
V květnu 2021, kdy na Tchaj-wanu došlo ke zvýšení lidí nemocných covid-19, vláda oznámila, že vakcína bude dostupná v červenci, i když výsledek 2. fáze studie ještě nebyl oznámen. V červnu 2021 byla vakcína stále v klinickém testování bez získané EUA, ale později byla vakcína odeslána do tchajwanské FDA kvůli schvalovacímu procesu EUA. Míra sérokonverze byla použita jako náhradní cíl, ačkoli v té době chyběly důkazy. Pro srovnání EUA schválené vakcíny v USA Moderna i BNT/Pfizer dokončily prozatímní analýzu klinické studie fáze 3, na rozdíl od vakcíny Medigen, která tuto analýzu vynechala.